# Kościół Santa Maria Novella we Florencji
Kościół Santa Maria Novella – kościół we Florencji przy placu o takiej samej nazwie (Piazza Santa Maria Novella). Został zbudowany w miejscu wcześniejszego oratorium pw. Marii Panny Patronki Winnic, znajdującego się wówczas poza murami miasta. W 1219 r. oratorium to zostało przekazane na klasztor dwunastu dominikanom, którzy przybyli tu z Bolonii.
Inicjatorami rozpoczętej w 1246 r. budowy gotyckiej bazyliki byli dwaj dominikanie: Sista z Florencji i Ristora z Campi. Nawy bazyliki były gotowe w 1279 a cały obiekt ukończono dopiero w drugiej połowie XIV wieku pod kierunkiem Jacopa Talentiego. W latach 1456–1470 Leone Battista Alberti kierował przebudową fasady. Kolorowe (zielone, białe i różowe) płyty marmuru dzielą elewację na mniejsze pola. Górną część, zwieńczoną tympanonem, ograniczają dwie duże woluty, które w łagodny sposób pozwalają połączyć wysoki front nawy głównej ze znacznie niższymi nawami bocznymi. Rozwiązanie to zastosowane po raz pierwszy przy przebudowie tej elewacji stało się bardzo popularne w czasie renesansu i baroku (tzw. esownice Albertiego). Pośrodku górnej części elewacji umieszczono duże okno – tzw. rozeta. Poniżej znajduje się duży portal ozdobiony herbami rodziny Rucellaich, mecenasów kościoła. Po prawej stronie, do budynku kościoła przylega murowane ogrodzenie ozdobione biało-zieloną arkadą, za którym znajduje się stary cmentarz przyklasztorny. Po lewej stronie romański krużganek z 1350 r. ozdobiony freskami Paola Uccella ze scenami ilustrującymi Stary Testament. Łączy się on Małym Krużgankiem Zmarłych z Dużym Krużgankiem otaczającym wirydarz.
Trójnawowe wnętrze bazyliki dzieli kolumnada, w której rozstaw kolumn zmniejsza się w kierunku ołtarza (co optycznie wydłuża nawę). Nawy kończy transept poprzedzający prezbiterium.
We wnętrzu znajduje się kaplica Capella Strozzi di Montova wykonany na zlecenie Tomasa Strozziego przez braci Cione. Ołtarz kaplicy został wykonany przez Andrea di Cione a sąsiadujące freski przez jego brata Nardo di Cione. Na ścianie głównej został namalowany fresk przedstawiający Sąd Ostateczny, ściany boczne pokrywają freski ze scenami inspirowane Boską komedią Dantego.

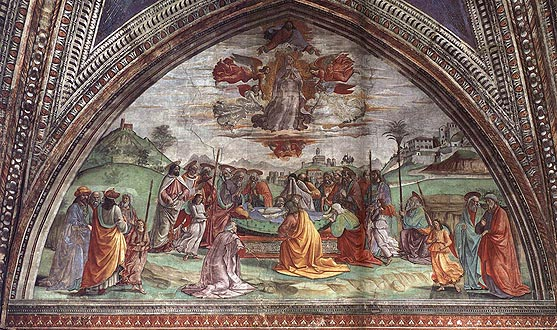
Uczta Heroda

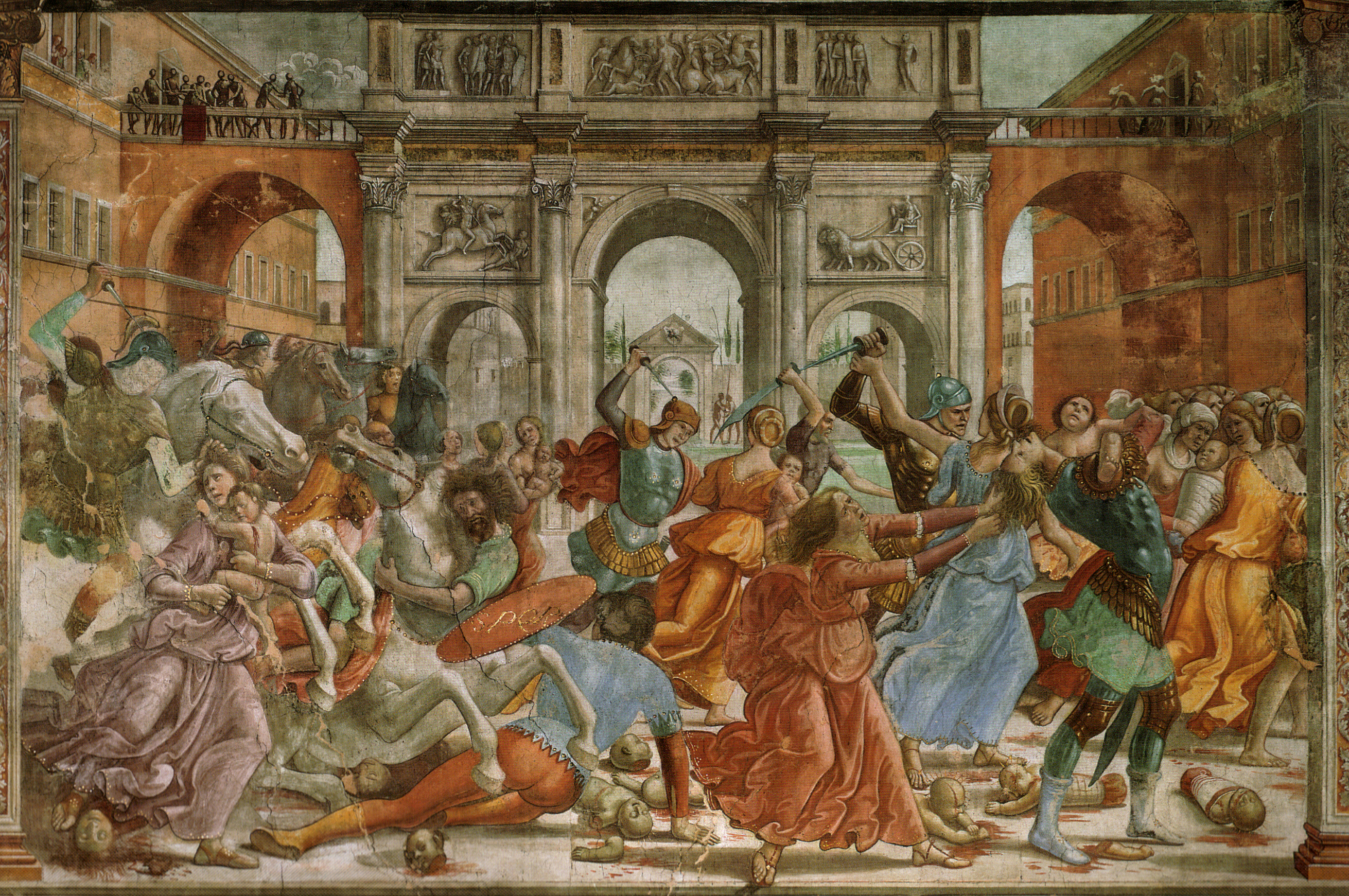
Rzeź niewiniątek w Betlejem

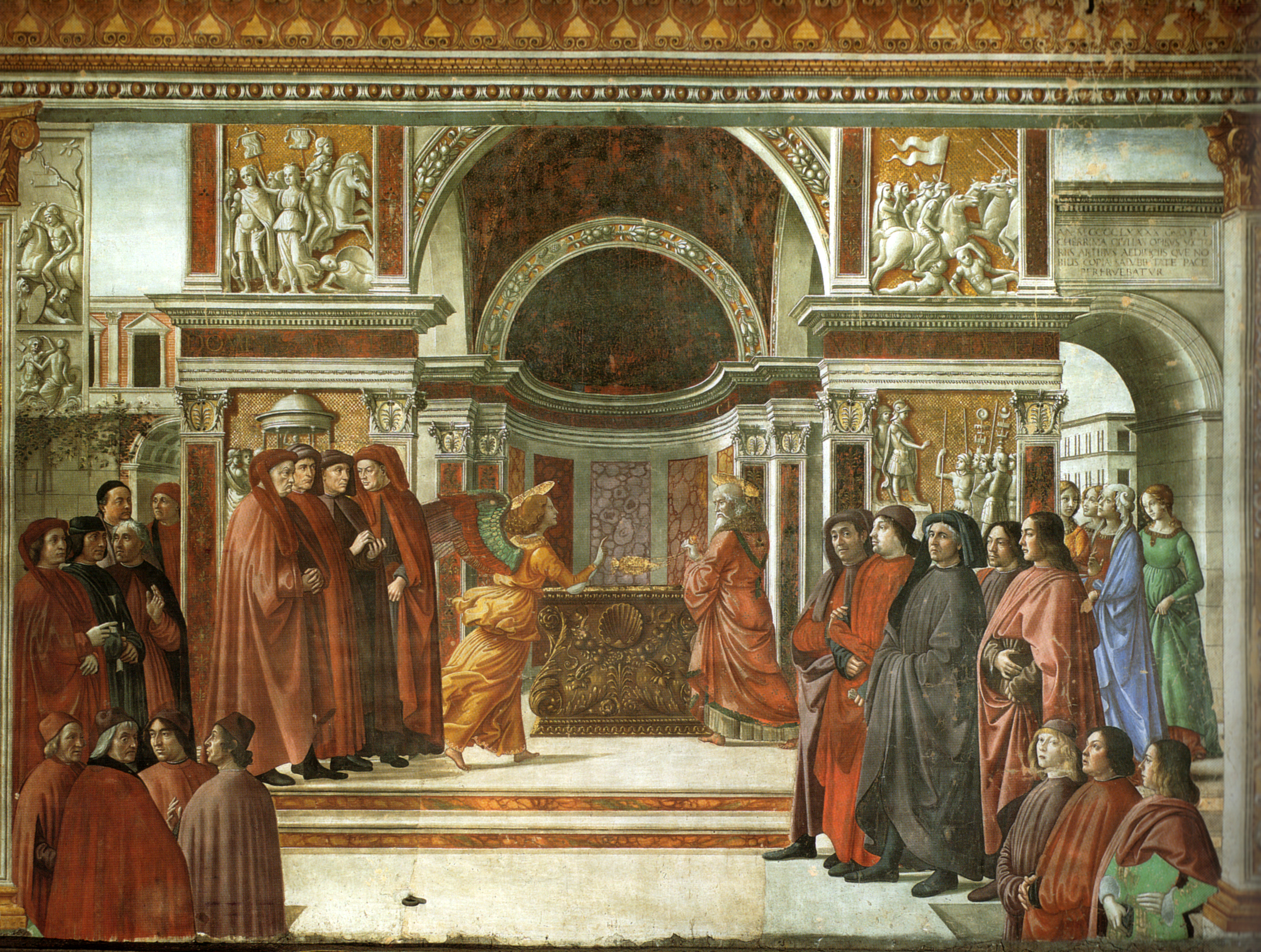
Zwiastowanie Zachariaszowi

Główne prezbiterium Santa Maria Novella zostało ozdobione freskami autorstwa Domenico Ghirlandaio. Prace zostały zlecone przez bankiera Giovanni Tornabuoni. Dwadzieścia jeden fresków przedstawia zdarzenia z życia Maryi i Jana Chrzciciela. Przy freskach pracowało kilku artystów. Prócz samego Ghirlanda, był to jego brat David, Sebastiano Mainardi oraz prawdopodobnie 13-letni Michał Anioł. Na freskach zostali sportretowani zleceniodawcy oraz wielu ówczesnych florenckich osobistości. Na sklepieniu prezbiterium znalazły się trzy freski, Śmierć i wniebowzięcie Maryi, Ukoronowanie Maryi, Uczta Heroda. Poniżej w lewej części znajdują się od góry Pokłon trzech Króli, Rzeź niewiniątek w Betlejem, poniżej Służba Maryi w świątyni, Zaślubiny Maryi i na samym dole Wypędzenie Joachima ze świątyni i Narodziny Maryi. W środkowej części prezbiteriom bo obu stronach okna namalowano sześć fresków. Od góry od lewej strony znajduje się scena Spalenie ksiąg, a następnie Męczeństwo Piotra, poniżej Zwiastowanie, Jan na pustyni. Dwa dolne freski po lewej i prawej stronie przedstawiają fundatorów dzieł Giovanniego Tornabuon i Francessca Pitti-Tornabuoni. Prawa część ściany udekorowana została kolejnymi sześcioma freskami: (od góry) Kazanie Jana Chrzciciela, Chrzest Chrystusa poniżej Nadanie imienia i Narodziny Jana Chrzciciela (na dole) Nawiedzenie i Zwiastowanie Zachariaszowi.
We wnętrzu bazyliki znajduje się wiele cennych dzieł sztuki z okresu XIV – XVI wieku. Jedną ze ścian nawy zdobi fresk Trójca Święta, dzieło Tommaso Masaccio z 1427 r. Na uwagę zasługują także dzieła:
- Rossellina – pomnik na nagrobku Beaty Villona z 1451
- Tino di Camaino – popiersie św. Antoniego i nagrobek biskupa Fiesole
- Lorenzo Ghibertiego – nagrobek Leonarda Dantego z 1423
- Benedetto da Maiano – nagrobek Filippo Strozziego z 1491
- Giorgia Vasari – Matka Boska Różańcowa z 1568
- Agnolo Bronzino – Cud Jezusa
- Domenico Ghirlandaio – freski z życia Jana Chrzciciela i Madonny w kaplicy za ołtarzem głównym (kaplica Tornabuonich)
- Filippo Brunelleschiego – brązowy krucyfiks w Capella Gondi, kaplicy zaprojektowanej przez Giuliano da Sangallo
- Filippino Lippiego – freski na ścianach Kaplicy Filippo Strozziego, w tym Św. Jan wskrzesza Druzjannę
- Nardo di Cione – freski: Sąd Ostateczny, Raj i Piekło na ścianach kaplicy Strozzich z Mantui.

Krużganki otaczające klasztorny wirydarz zdobią freski malarzy flamandzkich z XV i XVI wieku. Do wirydarza przylega kaplica Hiszpanów (Cappellone degli Spagnoli) przebudowana z dawniejszego kapitularza klasztornego. Kapitularz został wybudowany w 1359 r. przez Jacopa Talentiego, a w 1540 przeznaczony przez żonę Kosmy I, Eleonorę z Toledo, na kaplicę dla swojej świty. W kaplicy zachowane są bogate freski Andrei Bonaiuti z ok. 1365 r.
W klasztorze mieszkał bł Rajmund z Kapui, spowiednik św. Katarzyny Sieneńskiej.